# Озеро Озюрко
Озеро Озюрко — гідрологічний заказник місцевого значення. Об'єкт розташований на території Камінь-Каширського району Волинської області (за 5 км на схід від м. Камінь-Каширський), ДП «Камінь-Каширське ЛГ» (Видертське лісництво, кв. 47, вид. 7).
Площа — 6,9 га, статус отриманий у 1992 році.
Статус надано з метою охорони та збереження у природному стані однойменного карстового озера в басейні р. Цир. Площа озера — 7,4 га, середня глибина — 2,3 м, максимальна — 3,2 м. Береги озера з південного і східного боку високі, піщані, з північного — низькі, заболочені. Біля урізу води в південно-західній частині озера є підземне джерело. Прозорість води — 1–1,5 м. 
Озеро оточене сосново-вільховим лісом із домішкою дуба звичайного (Quercus robur). У заказнику мешкає велика кількість видів риб, плазунів, птахів, у т. ч. лебідь-шипун (Cygnus olor). Трапляється журавель сірий (Grus grus) – рідкісний вид, занесений у Червону книгу України.

## Галерея

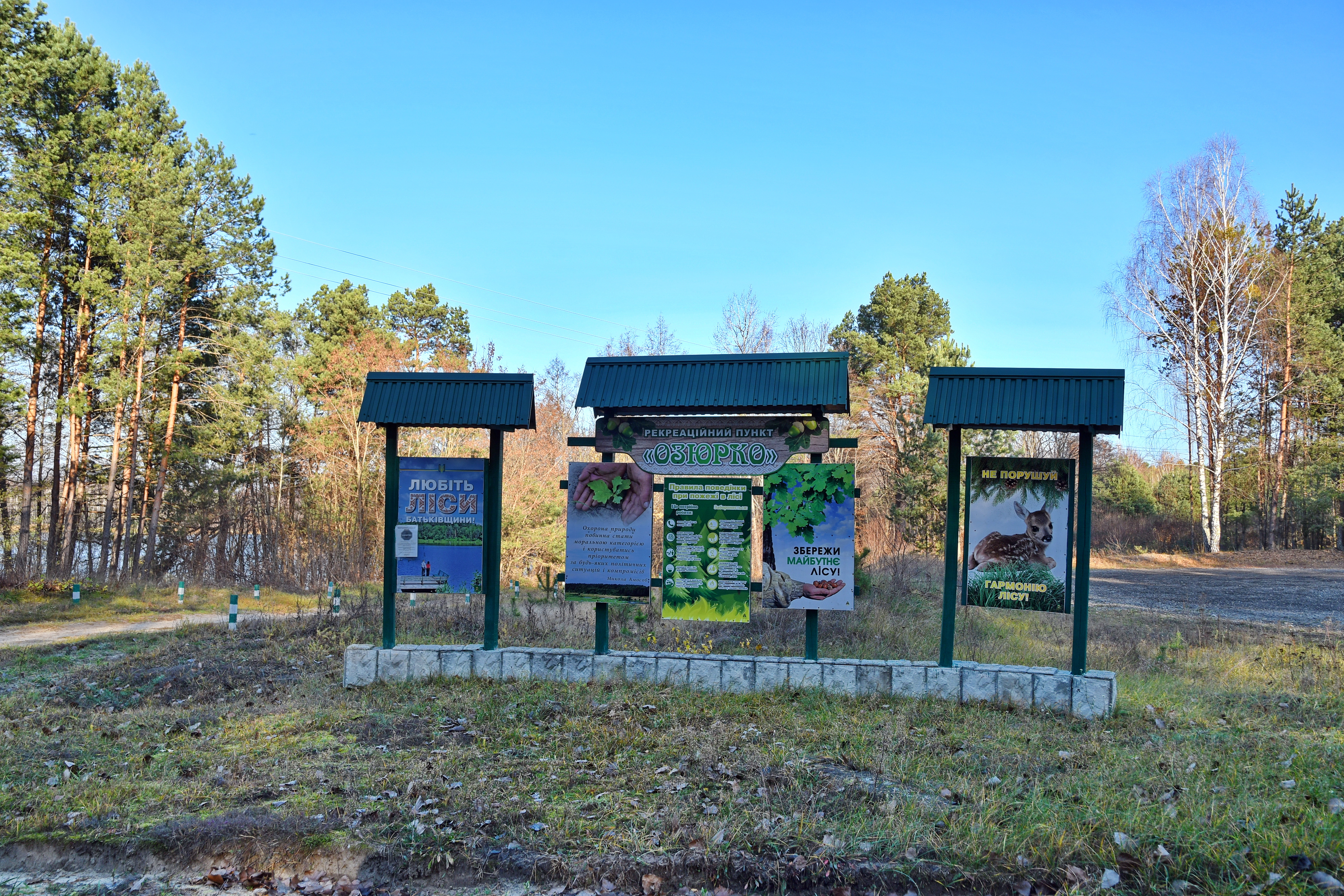
Інформаційна дошка
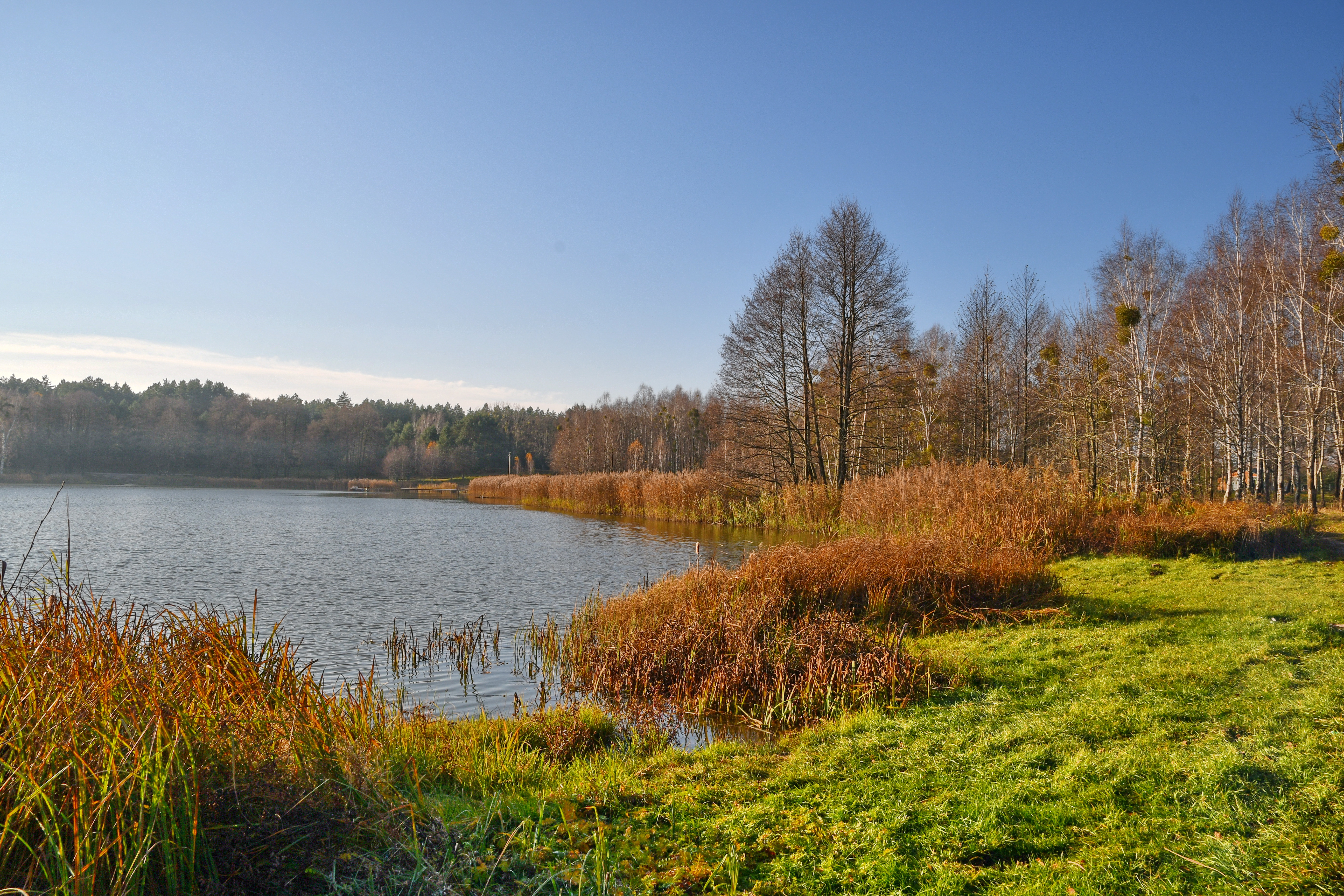
Вигляд із заходу
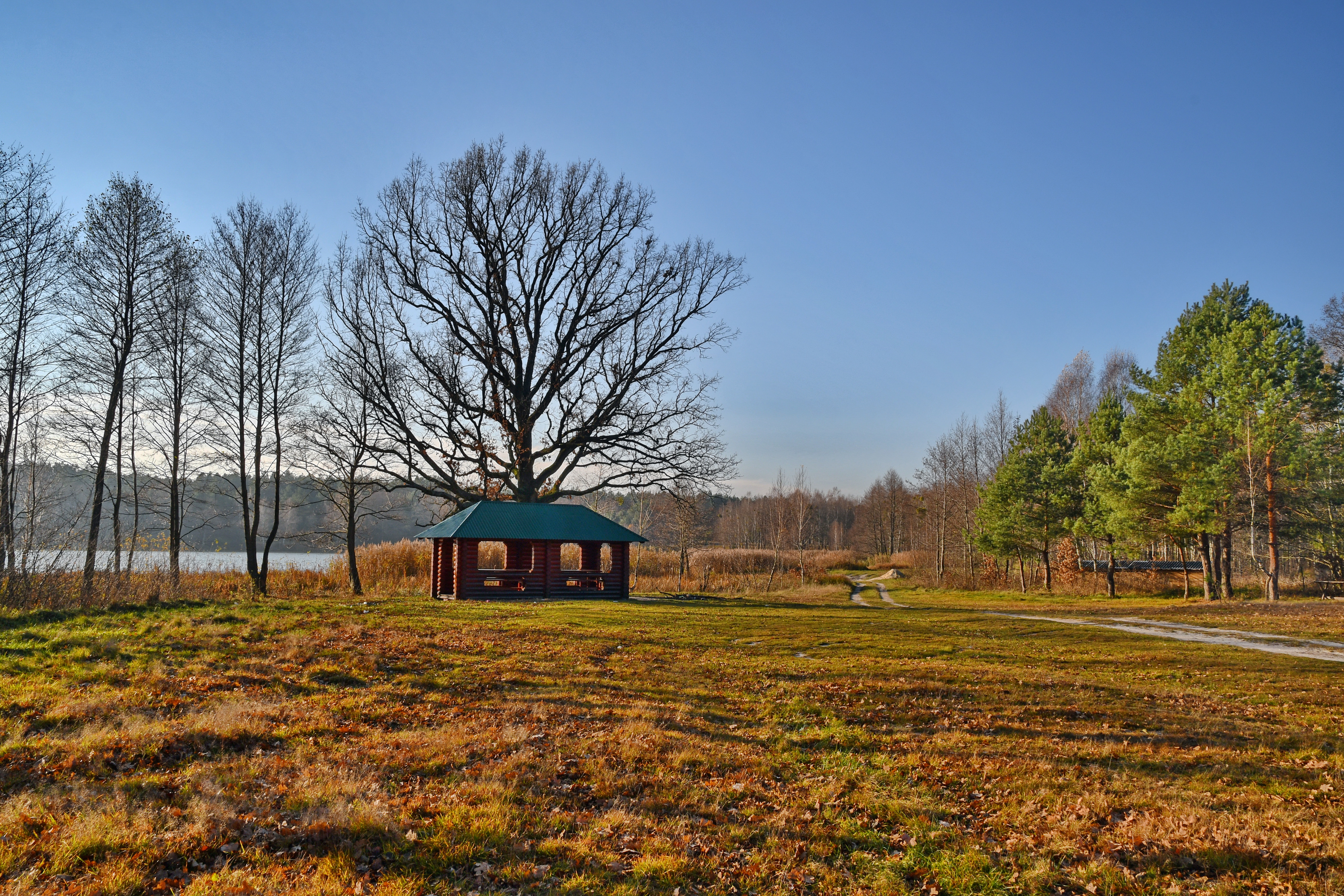
Вигляд з півночі
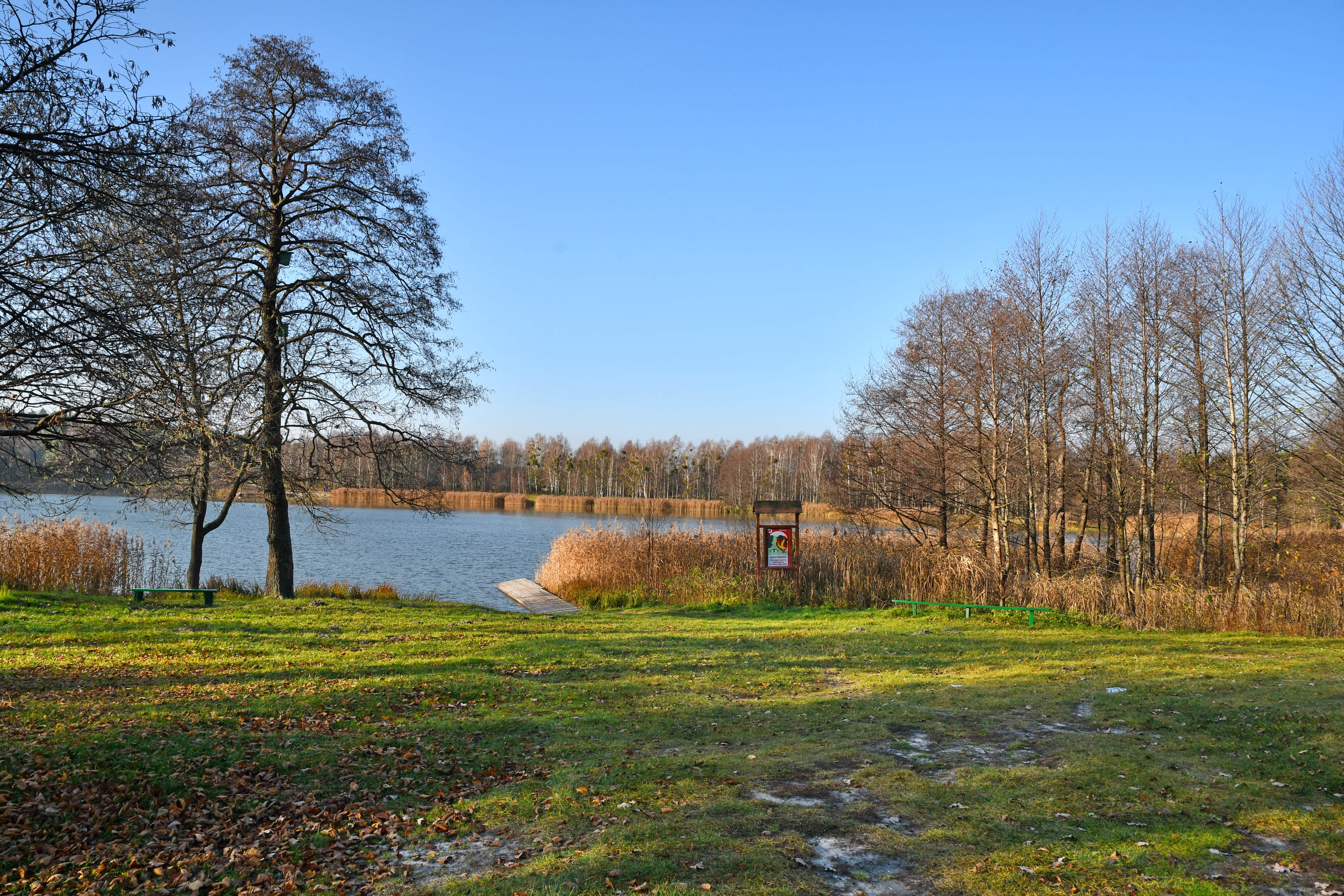
Вигляд з північного сходу
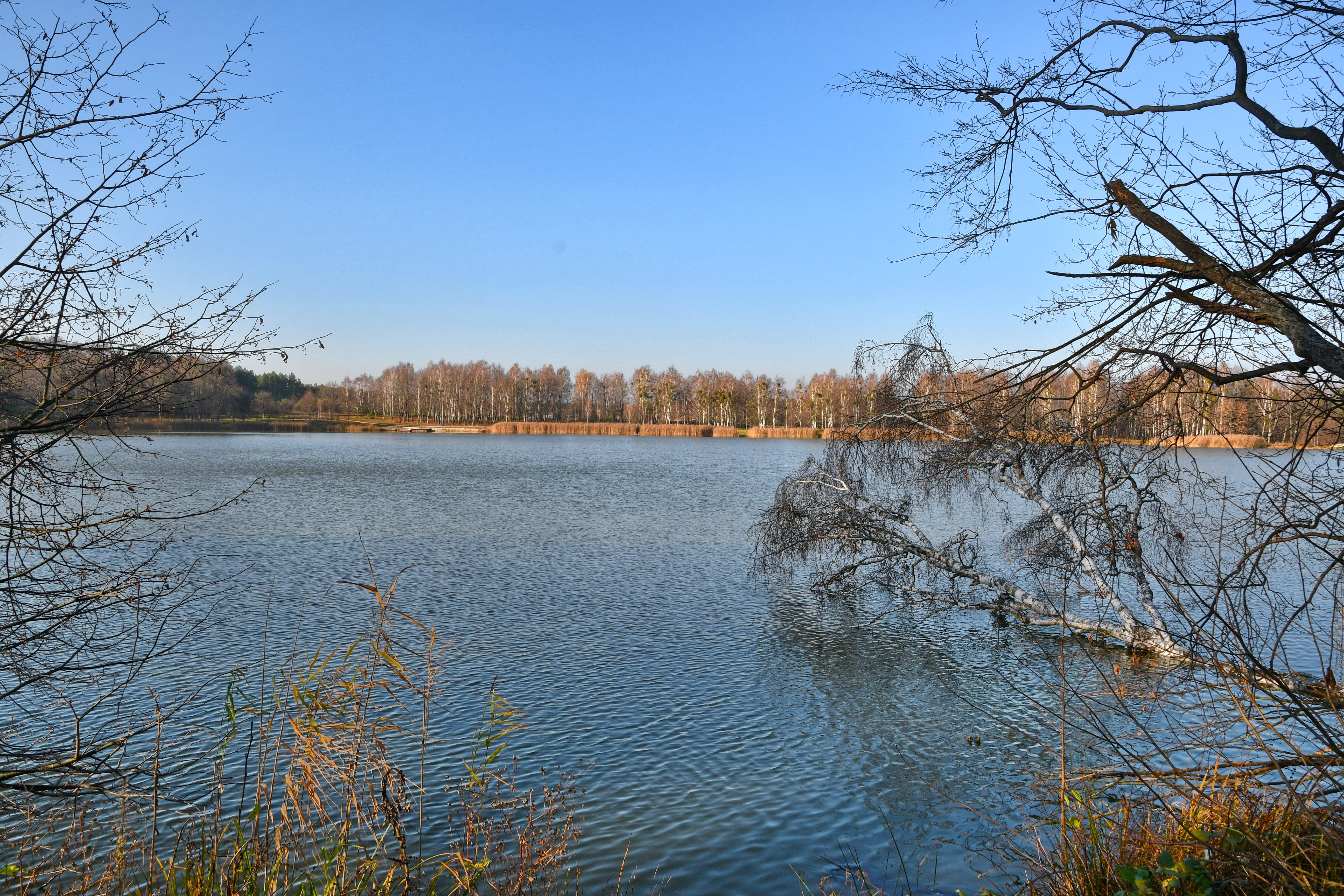
Вигляд зі сходу
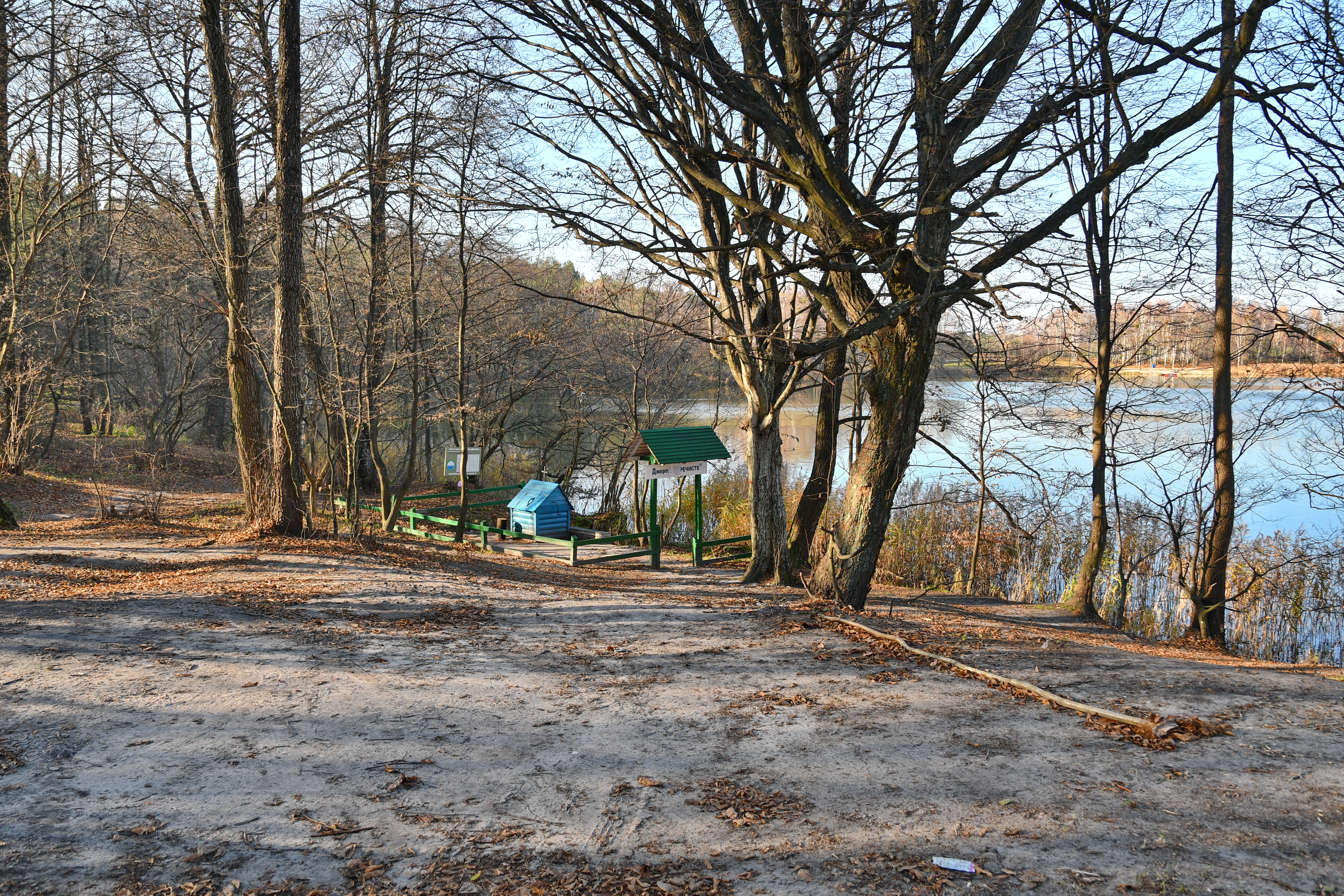
Джерело